# Criss Angel
Criss Angel, pseudonimo di Christopher Nicholas Sarantakos (Long Island, 19 dicembre 1967), è un illusionista, attore e musicista statunitense.

## Biografia
Angel nacque all'Hampstead General Hospital a Hampstead, Long Island e visse nell'East Meadow e a New York. Ha ascendenze greche derivanti dal padre John Sarantakos. Crebbe amando la musica (suonava la batteria e il flauto) e si è sempre interessato fin da bambino alla magia. I suoi genitori sono John Sarantakos e Dimitra Sarantakos. Il padre era un ristoratore e venditore di ciambelle. Ha due fratelli: Costa e JD, è molto affezionato ai suoi gatti (Minx ed Hammie) che talvolta usa nei suoi numeri di magia. Criss fu molto influenzato da suo padre il quale morì di tumore allo stomaco.
Criss incominciò a interessarsi seriamente alla magia all'età di sette anni quando sua zia Stella gli mostrò un trucco. Angel si baserà molto su due grandi maghi: Harry Houdini e Aldo Richiardi. Da ragazzo Criss si esibiva alle feste di compleanno, ai night club e a casa con parenti e amici. Dopo cinque anni di pratica si esibì per la prima volta in pubblico, all'età di 12 anni, dove ricevette un compenso di 10 dollari. All'età di 14 anni inizió ad esibirsi anche nei ristoranti di East Meadow. Dopo l'High School, decise di proseguire la carriera di mago professionista, contrariamente a quello che avrebbero voluto i suoi genitori, che ne auspicavano il proseguimento degli studi. Fece parte anche di un gruppo musicale chiamato AngelDust con l'amico Klayton Scott: i due combinavano musica a numeri di magia. Ha tra l'altro prodotto, scritto e arrangiato la musica del suo show televisivo Mindfreak ed ora fa uno show sul canale 101 di sky (sky uno) chiamato L'illusionista Criss Angel.

## Criss Angel Mindfreak
Ha dichiarato in un'intervista che da giovane è sempre rimasto lontano dagli altri maghi, perché non voleva diventare come loro, ma voleva creare un proprio stile. Criss Angel è il protagonista e autore dello show televisivo Mindfreak, la cui prima stagione è andata in onda a partire dal 20 giugno 2005 sulla rete A&E Network, mentre in Italia va in onda sul canale 146-147 di Sky GXT/GXT+1.. La prima e la seconda stagione sono state girate a Las Vegas presso l'hotel Aladdin. La terza stagione al Luxor Hotel.
I suoi numeri più famosi sono stati: camminare sull'acqua, volare da un palazzo all'altro, restare a mezz'aria nell'hotel Luxor, venire tagliato in due, far scomparire una Lamborghini, sopravvivere a un'esplosione ravvicinata di C4.
Una curiosità riguardante la terza stagione di Mindfreak è che durante una sua esibizione, nella quale avrebbe dovuto fuggire da una macchina prima che questa si schiantasse e esplodesse, Criss nella fretta cadde e atterrò male sul collo e lo show si fermò per due settimane in attesa della completa guarigione dell'illusionista.
Durante la intro musicale si può vedere Klayton che canta assieme a Criss: da qui si può notare il rapporto di amicizia tra Klayton e Criss.

## Filmografia

### Televisione
- Las Vegas - serie TV, episodio 3x08 (2005)
- CSI: NY - serie TV, episodio 3x18 (2007)

## Doppiatori italiani
Nelle versioni in italiano delle opere in cui ha recitato, Criss Angel è stato doppiato da:
- Nanni Baldini in CSI: NY